# سيسنوك

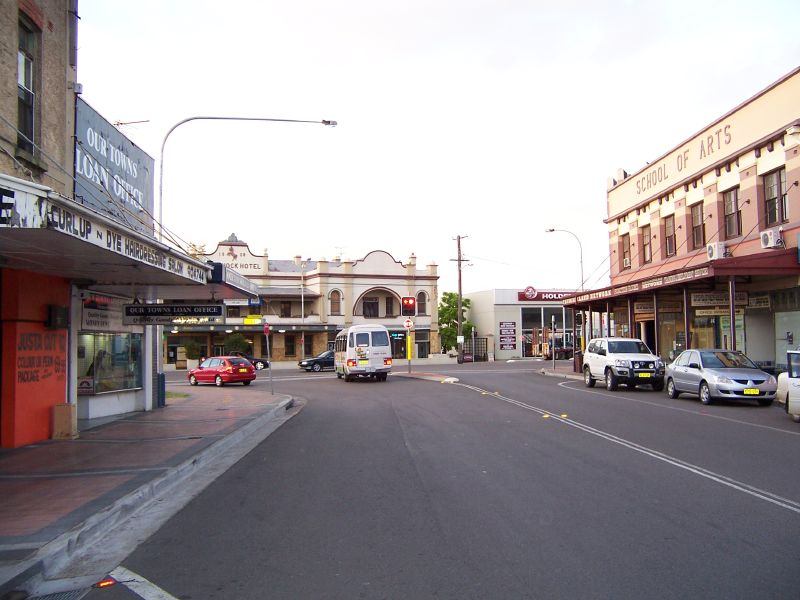
منظر عام لمدينة سيسنوك

سيسنوك (بالإنجليزية: Cessnock)‏ ، هي مدينة أسترالية ، يبلغ عدد سكانها نحو 20.030 نسمة.

## المناخ
يظهر الجدول التالي التغييرات المناخية على مدار السنة لسيسنوك:
| البيانات المناخية لـسيسنوك        | البيانات المناخية لـسيسنوك | البيانات المناخية لـسيسنوك | البيانات المناخية لـسيسنوك | البيانات المناخية لـسيسنوك | البيانات المناخية لـسيسنوك | البيانات المناخية لـسيسنوك | البيانات المناخية لـسيسنوك | البيانات المناخية لـسيسنوك | البيانات المناخية لـسيسنوك | البيانات المناخية لـسيسنوك | البيانات المناخية لـسيسنوك | البيانات المناخية لـسيسنوك | البيانات المناخية لـسيسنوك |
| الشهر                             | يناير                      | فبراير                     | مارس                       | أبريل                      | مايو                       | يونيو                      | يوليو                      | أغسطس                      | سبتمبر                     | أكتوبر                     | نوفمبر                     | ديسمبر                     | المعدل السنوي              |
| --------------------------------- | -------------------------- | -------------------------- | -------------------------- | -------------------------- | -------------------------- | -------------------------- | -------------------------- | -------------------------- | -------------------------- | -------------------------- | -------------------------- | -------------------------- | -------------------------- |
| الدرجة القصوى °م (°ف)             | 45.0 (113.0)               | 46.8 (116.2)               | 39.3 (102.7)               | 35.2 (95.4)                | 29.2 (84.6)                | 25.3 (77.5)                | 25.3 (77.5)                | 30.0 (86.0)                | 34.9 (94.8)                | 38.6 (101.5)               | 44.5 (112.1)               | 42.5 (108.5)               | 46.8 (116.2)               |
| متوسط درجة الحرارة الكبرى °م (°ف) | 30.1 (86.2)                | 29.2 (84.6)                | 27.3 (81.1)                | 24.1 (75.4)                | 20.7 (69.3)                | 17.9 (64.2)                | 17.4 (63.3)                | 19.4 (66.9)                | 22.5 (72.5)                | 25.3 (77.5)                | 26.9 (80.4)                | 28.9 (84.0)                | 24.1 (75.4)                |
| متوسط درجة الحرارة الصغرى °م (°ف) | 16.9 (62.4)                | 16.9 (62.4)                | 14.7 (58.5)                | 10.5 (50.9)                | 7.5 (45.5)                 | 5.8 (42.4)                 | 4.1 (39.4)                 | 4.5 (40.1)                 | 7.0 (44.6)                 | 9.7 (49.5)                 | 13.0 (55.4)                | 15.0 (59.0)                | 10.5 (50.9)                |
| أدنى درجة حرارة °م (°ف)           | 6.1 (43.0)                 | 6.1 (43.0)                 | 4.4 (39.9)                 | −1.2 (29.8)                | −3.8 (25.2)                | −4.3 (24.3)                | −6.7 (19.9)                | −6.7 (19.9)                | −2.8 (27.0)                | −0.6 (30.9)                | 2.8 (37.0)                 | 2.8 (37.0)                 | −6.7 (19.9)                |
| الهطول مم (إنش)                   | 81.2 (3.20)                | 97.8 (3.85)                | 72.6 (2.86)                | 57.7 (2.27)                | 41.0 (1.61)                | 58.3 (2.30)                | 28.1 (1.11)                | 34.6 (1.36)                | 45.5 (1.79)                | 51.1 (2.01)                | 74.4 (2.93)                | 80.3 (3.16)                | 743.3 (29.26)              |
| متوسط أيام هطول الأمطار           | 10.1                       | 10.8                       | 10.1                       | 9.7                        | 9.3                        | 9.8                        | 8.2                        | 8.0                        | 8.1                        | 9.6                        | 10.1                       | 10.6                       | 114.4                      |
| المصدر:                           |                            |                            |                            |                            |                            |                            |                            |                            |                            |                            |                            |                            |                            |

## أعلام
- جون روبرتس
- ماثيو جونز
- جيم براون
- جويل إدواردز
- بليندا رايت